# Annone Veneto
Annone Veneto é uma comuna italiana da região do Vêneto, província de Veneza, com cerca de 3.733 habitantes. Estende-se por uma área de 25 km², tendo uma densidade populacional de 149 hab/km². Faz fronteira com Meduna di Livenza (TV), Motta di Livenza (TV), Portogruaro, Pramaggiore, Pravisdomini (PN), Santo Stino di Livenza.

## Demografia
| Variação demográfica do município entre 1861 e 2011                               |
|                                                                                   |
| Fonte: Istituto Nazionale di Statistica (ISTAT) - Elaboração gráfica da Wikipedia |